# Summerville (Oregon)
Pour les articles homonymes, voir Summerville.
Summerville est une ville du comté d’Union en Oregon, aux États-Unis. Sa population est de 119 habitants en 2020.

## Histoire
La zone de Summerville est colonisée au printemps 1865 avec l'installation d'un relais de diligence de la compagnie George Thomas. Le relais est dirigé par W. H. Patton, arrivé dans la vallée de la Grande Ronde en 1857, qui possède également des terres sur la zone. W. H. Patton est également le premier receveur des postes de la communauté, le 30 mai 1865. Il décide d'appeler la ville Summerville, du nom de son meilleur ami, Alexander Summerville,. La ligne de diligence cesse de passer en 1868 en raison des routes difficiles.
Summerville est lotie le 20 septembre 1873, le long de la Ruckle Road, par William H. Patten. La Ruckles Road, deuxième route au-dessus des Montagnes Bleues, est alors très fréquentée jusqu'à ce qu'elle soit détruite par une inondation en 1884. Les spéculateurs et les investisseurs se déplacent alors vers Elgin. La ville est incorporée le 24 novembre 1885. Une carte Sanborn de 1888, la première des quatre cartes de la ville, montre une salle d'opéra, une banque, une librairie, une droguerie, ainsi que d'autres magasins. De 1888 à 1891, le Summerville Annotator est publié hebdomadairement avant de déménager à Elgin, où il devient le Elgin Recorder.
En 1888, la moitié des bâtiments de la rue principale sont détruits par un incendie, mais sont reconstruits peu après. Comme la ville connaît déjà un fort déclin commercial en 1910, les bâtiments détruits après cette date ne sont pas remplacés. En 1890, la population est de 280 habitants. Avec la construction du chemin de fer vers Elgin en 1891, la ville commence à décliner comme centre commercial d'importance.

## Géographie
Summerville se trouve dans le nord de la vallée de la Grande Ronde, à environ 6 km au nord-ouest d'Imbler, le long de Summerville Road. L'Oregon Route 82 passe par Imbler, entre La Grande au sud-ouest et Elgin au nord-est. Mill Creek, un affluent de Willow Creek, qui est lui-même un affluent de la rivière Grande Ronde, traverse Summerville.
Selon le Bureau du recensement des États-Unis, la ville a une superficie totale de 0,67 km2, entièrement terrestre.

## Patrimoine
La Dry Creek School, située aux environs de Summerville, est inscrite au registre national des lieux historiques depuis le 31 août 2000.